# فيكتوريا يوهانسون
فيكتوريا يوهانسون هي لاعبة شطرنج سويدية، ولدت في 1974.

## وصلات خارجية
- فيكتوريا يوهانسون على موقع الاتحاد الدولي للشطرنج (الإنجليزية)
- فيكتوريا يوهانسون على موقع مباريات الشطرنج (الإنجليزية)
- فيكتوريا يوهانسون على موقع 365Chess.com (الإنجليزية)
- فيكتوريا يوهانسون على موقع Chesstempo.com (الإنجليزية)
- فيكتوريا يوهانسون سجل أولمبياد الشطرنج للسيدات على موقع OlimpBase.org (الإنجليزية)